# As Troianas (filme)
The Trojan Women (bra/prt: As Troianas) é um filme greco-britano-estadunidense de 1971, do gênero drama, escrito e dirigido por Michael Cacoyannis, baseado na peça teatral As Troianas, de Eurípedes (451 a.C.), traduzida para o inglês por Edith Hamilton.

## Sinopse
Troia foi destruída pelos gregos, na praia as mulheres troianas aguardam para serem levadas como escravas pelos conquistadores gregos depois que os homens da cidade foram, em sua maior parte mortos. O filme, como a obra de Eurípides, na qual se inspira, mostra o dialogo entre a rainha Hécuba e as mulheres troianas que formam o coro.
O filme, como a peça, mostra o encontro de Hécuba com várias personagens marcadas pela guerra. Primeiro, vemos sua filha a profetisa  Cassandra. Ela jurara aos deuses permanecer virgem, mas mesmo assim é dada como concubina a Agamemnon lider grego. Cassandra aceita a imposição ao perceber, em suas profécias, que isso era necessário para que Agamemnon fosse assassinado vingando os troianos. Em seguida sabemos do tragíco destino da filha caçula de Hécuba, Polixena, que foi sacrificada. 
O filme mostra então a entrada em cena de Helena de Troia e de seu márido Menelau. Hécuba e Helena tem um embate sobre a causa da guerra e a rainha troiana deseja que Menelau se vingue de Helena. Enfim, o filme chega ao seu climax com a entrada em cena de Andrómaca, viuva de Heitor. Ela descobre com tristeza que será dada como escrava/concubina ao filho de Aquiles, Neoptólemo, mas Hécuba tenta acalmá-la e sugere que ela se concentre no futuro de seu pequeno filho Astíanax. Logo, porém, se descobre que os gregos pretendem também sacrificar a criança por ser filho de Heitor.

## Elenco
- Katharine Hepburn ...  Hécuba
- Vanessa Redgrave  ...  Andrômaca
- Geneviève Bujold  ...  Cassandra
- Irene Pappás       ...  Helena de Troia
- Patrick Magee      ...   Menelau, Rei de Esparta